# 작은입증
작은입증(영어: microstomia. 그리스어로 '작은'을 뜻하는 micro-와 '입'을 뜻하는 -stomia에서 유래) 또는 소구증은 비정상적으로 작은 입의 의학적 상태를 말한다.

## 같이 보기
- 하시모토 뇌병증
- 새염색체
- 갑상샘염
- 혈관종
- 선천 매독